# Александр Леблон
Александр Лебло́н (фр. Jean-Baptiste Alexandre Le Blond, 1679, Париж — 1719, Санкт-Петербург) — французький архітектор, теоретик садово-паркового мистецтва, садівник, ландшафтний архітектор.

## Ранні роки. Учень Андре Ленотра
Народився в Парижі. Мати — Жанна д'Ео, батько — другорядний художник Жан Леблон, що тогрував естампами у крамничці на мосту Сен-Мішель. Архітектурні навички опановував разом із родичем з боку матері, архітектором Жаном Жераром, що був на службі у Філіпа І (герцога Орлеанського, брата короля Франції).
Жак-Франсуа Блондель залишив повідомлення, що Жан-Батіст Александр Леблон став продовжувачем традицій самого Андре Ленотра (королівського ландшафтного архітектора, автора низки найкращих садів французького типу в Во ле Віконт, Шантійї та Версалі, що стали взірцями стилю).

## Французький період
Працював і як архітектор, і як садівник. У творчому доробку майстра — сади в Кане (Canet), неподалік Нарбонна, низку палаців — отелів в Парижі і палац архієпископа в Ош, Гасконь.
По смерті короля Франції Луї XIV, будівництво в країні практично припиняється. Скорочення будівництва було і до цього, бо країна вела виснажливі війни на континенті та витрачала значні кошти на розбудову Версаля та його пишне утримання. По смерті короля, що був головним замовником, більшість відомих майстрів залишилась без замов і роботи. Скрутним станом багатьох митців скористався російський цар Петро І, що привабив перспективами творчих завдань і грошовими виплатами декотрих західноєвропейських архітекторів, садівників, художників, скульпторів і декораторів, спонукав їх до переїзду в Петербург. Серед залучених у Франції на царську службу був і Жан-Батіст Леблон. Цар радо писав про нього в листі до генерал-губернатора: 
| Цей майстер із найкращих і навіть раритетом є... До того ж не лінивий ... І тому сповісти всіх архітекторів, щоби усі (будівельні) справи, котрі наново почнуть робити, без його підпису (дозволу) на кресленнях не будували, також і старе, що можна, виправити. |
5 серпня 1716 року Александр Леблон, як почали його тут називати, прибув до Санкт-Петербурга.

## Петербурзький період

### Спадок адмірала Апраксіна

Арх. Олександр Леблон. Палац Апраксіна, прєкт, 1716 р.

Адмірал Апраксін Ф. М. (1661—1728) вибудував власний будинок-палац неподалік від доків, де будували вітрильники, відразу за бастіонами. Перший будинок був дерев'яним, котрий з міркувань безпеки перебудували в цегляний. Маловиразний двоповерховий будинок не задовольнив власника. У Петербург 1716 року якраз прибув новий архітектор із Франції — Александр Леблон. Адмірал і замовив тому проєкт нового палацу, бажаючи отримати пишну споруду. Але пишні споруди давно відійшли в минуле у Франції, палацова архітектура якої давно прийшла до стриманої елегантності і вишуканої простоти в творах Франсуа Мансара, Жака Буйє де Блуа, Луї Лево. В стилістиці стриманої елегантності проєкт для замовника і виконав Олександр Леблон. Будувати споруду Леблон не мав можливості, бо був завантажений роботами в парадних резиденціях самого царя. В будівництво агресивно втрутився сам володар, смакам якого були відповідні пишнота і пістрявість. Вельможа вибудував не двоповерховий, а триповерховий палац, порушивши всі пропорції леблонової споруди заради пишноти і величі.
Коли в Петербурзі помер бездітний Апраксін, дальній родич Петра І, то по заповіту його палац, що стояв першим від Адміралтейства, перейшов до царської родини. Великий за розмірами і добре оздоблений палац Апраксіна сподобався нащадкам Петра І більше, і імператорський двір перебрався сюди. Він і став тепер Зимовим палацом імператорського двору.

### Проєкти для Стрєльни

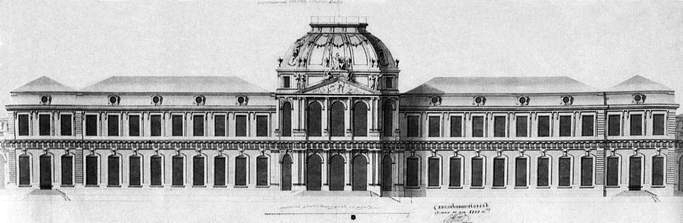
Палац царя Петра І для Стрєльни, проєкт, 1717 р.
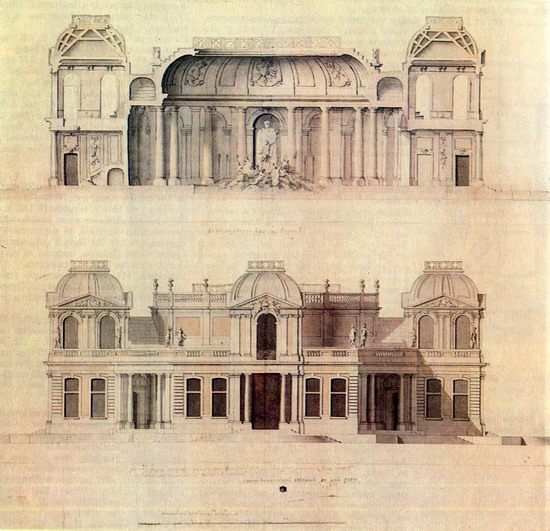
Павільйон з фонтаном «Нептун» для Стрєльни

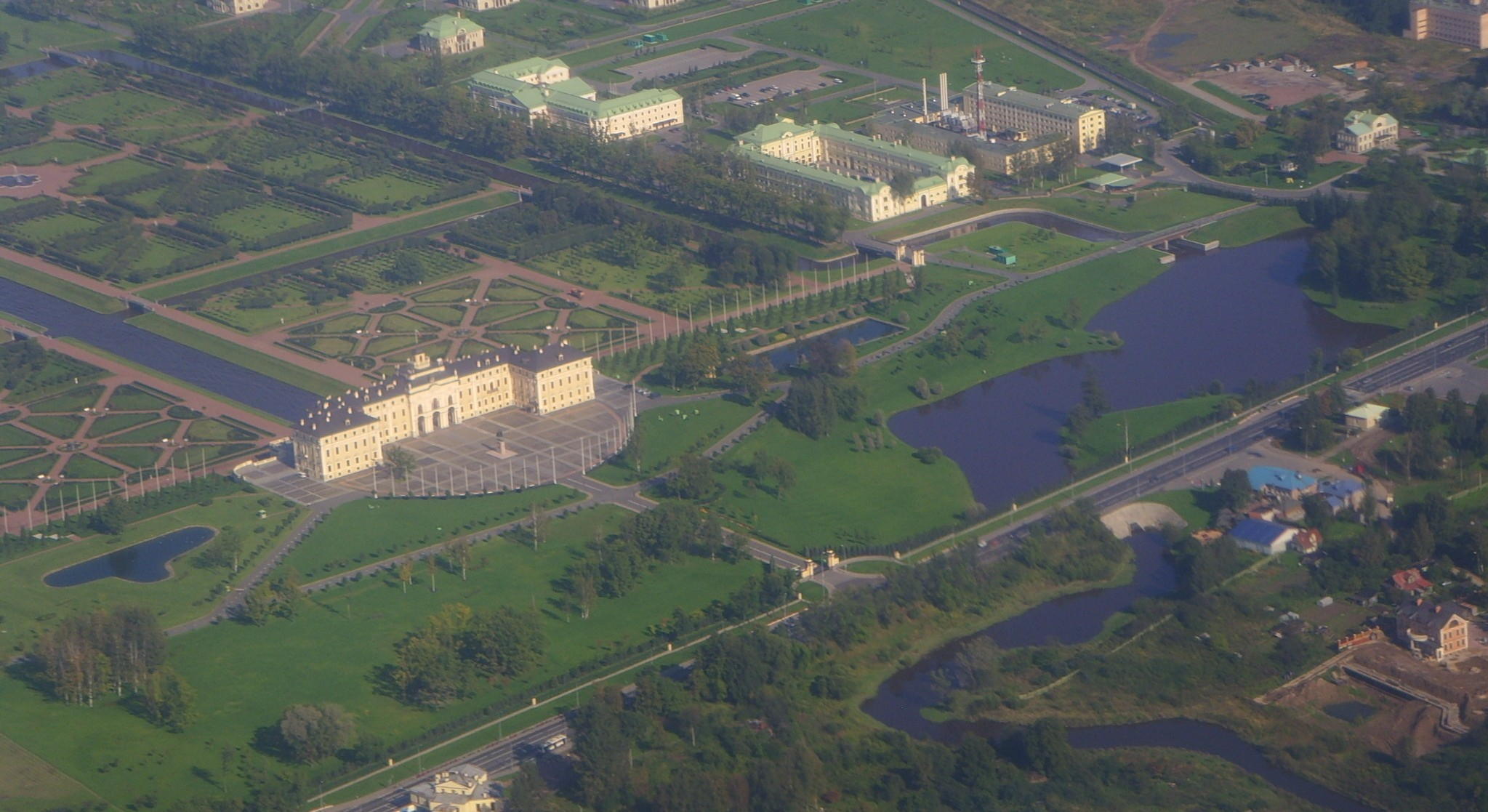
Костянтинівський палац в Стрєльні, фото 2009 р.

Серед головних завдань Леблона в столиці — створення парадної, царської резиденції в Стрєльни. Пишне будівництво в передмісті Стрельна передувало створенню резиденції в Петергофі. Саме тут на практиці випробували всі характерні риси царських резиденцій: палац на пагорбі, канали до моря, регулярне розпланування велетенських садів тощо.
Початок розпланування на місцевості датують 1715 роком. А вже 1716 року архітектору та скульптору Карло Бартоломео Растреллі доручили створити архітектурну модель палацу та саду бароко. Петро І доручив створити власний проєкт для Стрєльни і новоприбулому Олександру Леблону. Із двох готових до 1717 р. проєктів цар обрав варіант Леблона і відсторонив від будівництва Карло Бартоломео.
Проєкт Леблона вдало використав попередні об'єкти, створені ще до залучення французького архітектора і садівника, вихованого на парку в Версалі. Його варіант — тонкі алюзії на палац в Версалі, що мав ту ж П-подібну форму, але збільшену за рахунок прозорих бічних галерей. Сад бароко мав дві ділянки: верхню, де сміливий француз запропонував водний партер, небачений ще в Московії, та нижню, де в мережеві садових стежок розпланував фонтани, альтанки, перший в країні театр просто неба. План Леблона зберігав три канали, що тризубцем пов'язували бароковий парк Стрельни з Балтійським морем. Перспектива парку закінчувалась острівцем, на якому запланували водний замок, парковий павільйон з фонтаном «Нептун», залами для відвідувачів і круглим внутрішнім двориком.
Психічно нестабільний цар раптово змінив плани і замовив 1718 року новий проєкт для Стрельни втретє італійському архітекторові Себастьяну Чіпріані, який не був в Петербурзі. Далі Петро І взагалі охолов до Стрельни та перебрався в Петергоф, котрий був ближче до фортеці Кронштадт. А в Петергофі почалися справжні роботи по створенню нової резиденції, куди перевели і Леблона, і Карло Бартоломео Растреллі, і їх російських учнів і помічників. Але жоден із проєктів для Стрельни не був реалізований. Частково до облаштування тут саду і ремонту перебудованого палацу звернулися лише 300 років по тому (Костянтинівський палац).

## Будівництво за типовими проєктами

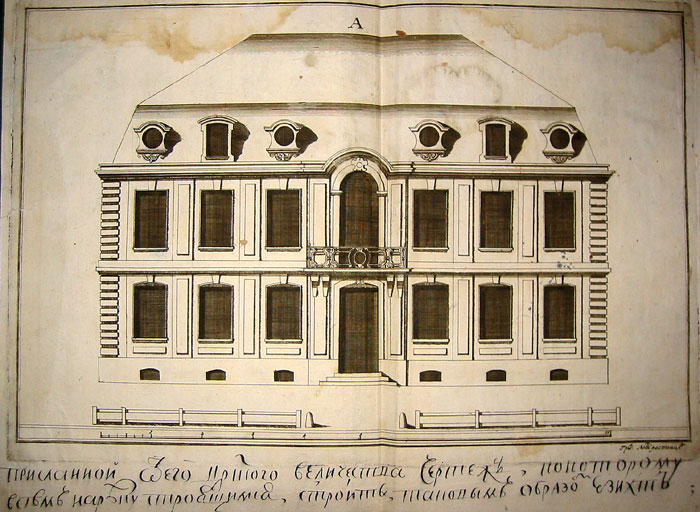
О. Леблон. Проєкт типового помешкання для багатих, 1716 р.

Аби прискорити забудову міста, цар наказав розпочати будівництво приватних осель за типовими проєктами. Проєкти будинків для осіб із середніми статками створив Доменіко Трезіні. Вони одноповерхові, фасади практично позбавлені декору, службові флігелі і стайні сховані за головною спорудою.
Риси представництва притаманні типовому проєкту А. Леблона для багатіїв. Будинок на два поверхи на підвалах, на фасаді переважає симетрія. Центр акцентовано вхідним порталом та балконом, дах із модним заломом з люкарнами. В споруді — нічого від попередньої російської традиції приватних осель, починаючи від матеріалів (цегла, тинькування, розфарбування в два кольори), закінчуючи архітектурним образом. Типовий проєкт Леблона — щось середнє між бюргерським будинком багатого голландця чи француза.
Будівництво за типовими проєктами досить вигідне для царя та бюджету, тому агресивно підтримане їм. Це дозволяє економити на нових кресленнях і зайвих розрахунках (котрі є при побудові за індивідуальним проєктом, дозволеним лише першим вельможам). До того ж, можна заздалегідь розрахувати кількість витрат на глину, цеглу, деревину, черепицю тощо. Все заради пристойного вигляду і економії грошей, конче потрібних для ведення виснажливої війни зі Швецією. Брак будівельних матеріалів в Санкт-Петербурзі був таким значним, що 1719 року цар навіть видав наказ, що для будівельних потреб держави можна вдертися в будинки городян і конфісковувати дерев'яні лави. Мету швидкого отримання металу для гармат переслідував і наказ про конфіскацію дзвонів у церкви…

## Перші генплани до 1716 р
Період 1709-1710 рр. став переломним в долі невеликої порубіжної фортеці з невеликим поселенням, яким досі був Петербург. Російська армія примусила короля Швеції Карла XII відступити в Молдову, відвоювала міста-порти на Балтиці — Виборг, Ревель (нині Таллін), Ригу. Цар Петро І вперше отримав можливість порозумітися зі змінами та подивитьсь на місто як на майбутню власну столицю.
У Петербурзі вже працює цікава бригада різноплеменних архітекторів різного щаблю обдарованості. Але не кожному можна доручити план забудови цілого міста. Петро І, що зростав як особа разом із масштабом нових завдань, примічає англійського архітектора і військового інженера Е. Лейна. Йому і доручено створити генеральний план фортеці і міста Кронштадт, котрий захищатиме Петербург з моря від шведів. Е. Лейн просто накинув на острів мережу прямокутних каналів, на земельних ділянках якого знайшли свої місця доки для військових вітрильників, майстерні, казарми для офіцерів і моряків, церква і цвинтар.
За планом царя, центр майбутньої столиці має бути на Василівському острові. Е. Лейн, завантажений роботами в Кронштадті, працює там. Новий генплан цар доручив створити першому фаховому архітекторові міста — Доменіко Трезіні (1670—1734). Це добрий інженер і добрий слуга. Але відсутність якісної архітектурної освіти і значної обдарованості спонукають того всяк час звертатися до вже вироблених зразків. Споруди Трезні міцні, функціональні, але мистецькі маловартісні. Генплан Трезіні — та ж прямокутна мережа каналів, що і у Е. Лейна в Кронштадті, тільки накинута на Василівський острів.

## Генеральний план Санкт-Петербурга

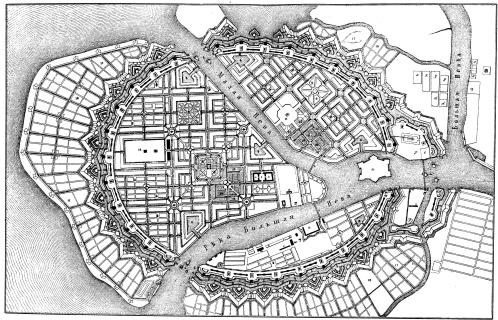
Генплан Петербурга 1717 р. за Леблоном. Нова промальовка пошкодженого оригіналу.

Якісно новий етап 1716 р. настав із прибуттям в Петербург Александра Леблона. Значна обдарованість, якісна освіта і французький смак зробили його по-за конкуренцією в середовищі тамтешніх архітекторів. Маловиразний, брутально нудний генплан Доменіко Трезіні цар поклав «під сукно» і забув. Новий генплан столиці доручено створити Александру Леблону. Архітектор поважно поставився до нового завдання і створив генплан з урахуванням французького будівельного досвіду по створенню фортець та порад традиції ідеальне місто.
Містобудівна ситуація на той час була унікальною. На новому місці, ніяк не пов'язаним з попередніми забудовами чи традиціями, мало виникнути нове місто з регулярним розплануванням, палацами за європейськими зразками, державними установами і казармами, садами бароко тощо. Все це і розмістив на своєму плані Леблон. З короткого попереднього етапу були збережені лише Петропавлівська фортеця, Троїцька площа, низка палаців перших вельмож вздовж Палацової набережної, доки Адміралтейства, Меншиковський палац. Вже існуючий Літній сад (Санкт-Петербург) отримував власну фортечну систему. Все це оточене елегантно окресленим овалом фортечних мурів і бастіонів, які ще треба було побудувати. На питання царя, що робити з військовими установами і мануфактурами по-за фортечними мурами (побудованими на крові і кістках тисяч простих селян і будівельників), архітектор нібито відповів «Усе зламати і перенести за фортечні мури нового міста».
Проти планів Леблона зійшлося усе: нестача освіти у вельможних замовників, амбіції людей, готових битися за престиж і право називати себе керівниками, а не цього чужинця-архітектора (що не був ні для кого своїм). Проти був і цар-скнара, не готовий нести нові велетенські витрати заради якогось казкового плану (гроші були вкрай потрібні на ведення виснажливої війни проти Швеції), навіть негнучкий, конфліктний характер Леблона.
Леблон передчасно помер в сорок років. Петро І — в 51. В містобудівну ситуацію втрутилось реальне життя. Петербург не отримав єдиного міського центру, як більшість міст московитів (їх було щонайменше три). Не став він і новим Амстердамом, незважаючи на прориті канали, і саме місто розбудували не на Петровській стороні і не на Василівському острові, а на материковій, адміралтейській частині, тісно пов'язаній шляхами з країною. Петербург ніколи не отримав захисних фортечних мурів, які мали і Париж, і Прага, і Відень, відкривши нову сторінку існування безфортечних міст, захищених могутнім флотом і велетенською армією. Генплан Леблона ніколи не був здійснений, як функціонально непотрібний.

### Додатки в Літньому саду

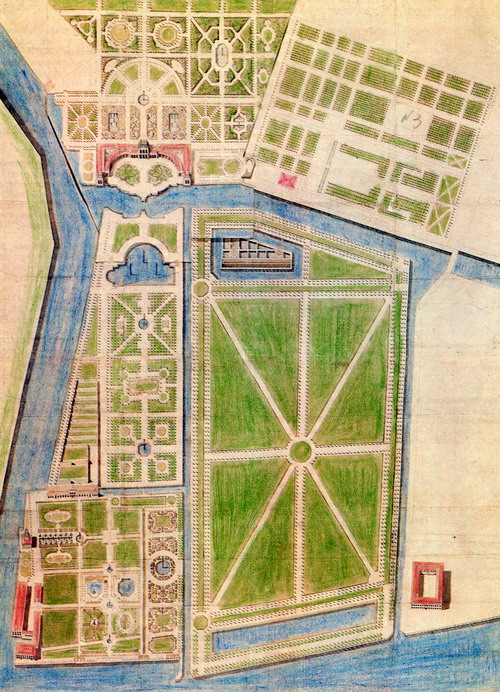
Олександр Леблон. Проєкт збільшення Літнього саду. 1717 р.

Петро І мав приватну бібліотеку, в яку розмістив і видання щодо паркобудівництва. На тлі погано перекладених російською і іноземних видань виділялось майстерністю друку і викладеним матеріалом французьке видання «Практика пана Леблона про сади». Саме цього автора і вдалося запросити на службу в Петербург. Леблон надзвичайно виділявся серед оточення і чудовою освітою, і обдарованістю. Але був поганим дипломатом і ще гіршим слугою. Дарма хліба не їв і створив декілька зразкових проєктів парадних садів, цілком оригінальних. Особливо значними були його проєктні рішення для Літнього саду та для царської резиденції в Стрельні, котра передувала створенню резиденції в Петергофі. Його пропозиції мали значний вплив на паркобудувальну ситуацію в Петербурзі і надзвичайно підняли посередній рівень проєктів в новій столиці.
Леблон частково переробив інтимні і замалі ділянки голландського за характером саду Розена, подовжив і поглибив його перспективу, вивів розпланування за первісні кордони саду. Нове рішення отримали чотири перші боскети. Вся композиція отримала довгу центральну вісь, що перетинала сад і виходила за межі нового палацу французького зразка, на місці якого нині Інженерний замок архітекторів Баженова та Бренна. У Літньому саду створили зелений лабіринт і довкола Лебяжої канавки — довгий, сухий, мережевий партер, прикрашений різнокольоровими камінцями, фонтаном і скульптурами. Леблон надзвичайно майстерно переробив ділянки саду, створені до нього, розвинув і збільшив парадну частину саду, незвично обіграв асиметрію його плану, особливо за новим палацом з новим і пишним розплануванням французького зразка.
Сад за проєктом Леблона був реалізований частково через інтриги оточення і шалений спротив фаворита Меншикова, з яким гордовитий парижанин встиг посваритися. Меншиков сприяв спочатку руйнації авторитету Леблона в очах царя, а потім і його життя. Передчасна смерть француза в Петербурзі звела реалізацію планів Леблона на нівець — і в Стрельни, і в Літньому саду. Лише його проєкти дивували візитерів столиці і гостей Петра І та слугували окрасою приватної бібліотеки царя як ще один раритет доби бароко.

## Нездійснені проєкти
Серед яскравих, але нездійснених проєктів Леблона:
- Проєкт забудови Санкт-Петербурга
- Водний партер для Стрельни
- Палац для Стрельни та павільйон з фонтаном «Нептун»
- Палац і парк в Петергофі (здійснено частково, все перебудовано)
- Проєкт забудови так званого 2-го Літнього саду

## Вибрані твори
- Сади Кане́ (Canet), неподалік Нарбонна
- Отель де Вандом, 1707
- реконструкція палацу Сен-Огюстен (отель Сен-Огюстен), 1708
- Отель де Клермон, вулиця де Варен, 1713
- Будинок-палац Медон (Meudon)
- Будинок-палац Рено́
- Палац архієпископа, Ош, Гасконь
- Будинок-палац адмірала Ф. Апраксіна (не існує)
- Константинівський палац, Стрельна, 1717-1719, (значно перебудований)

## Родина і рання смерть
Александр Леблон прибув в Петербург разом із дружиною Марією, сином та власними слугами. Для помешкання родина орендувала будинок у француза на російській службі генерала Депре́. В цьому помешканні працював днями і ночами. Тут і помер. На похованні був і сам Петро І. Щось в передчасній смерті архітектора і садівника було утаємниченим. Якоб Штелін багато років по смерті і Петра І, і Леблона занотував оповідь, що вийшов конфлікт і розгніваний цар побив гордовитого француза палицею. Той передчасно помер, як сповіщали — від віспи. Але цар чомусь два роки не давав вдові і синові Леблона покидати столицю.
Поховання відбулося на цвинтарі біля Сампсоніївського собору. Могила не збережена.